# Сківе (муніципалітет)
Сківе (дан. Skive) — муніципалітет у регіоні Центральна Ютландія королівства Данія. Площа — 683.3 квадратних кілометрів. Адміністративний центр муніципалітету — місто Сківе.

## Населення
У 2012 році населення муніципалітету становило 47 620 осіб.